# Georg M. Reuther
Georg M. Reuther (* 23. November 1923 in Wien; † 17. April 2002 in München) war ein österreichischer Produktions- und Herstellungsleiter beim deutschen Film.

## Biografie
Reuther begann 1946 als Assistent bei J. A. Hübler-Kahlas Firma ‘Österreichische Wochenschau und Filmproduktions-KG’ und war 1949 erstmals als Produktionsleiter für den Film Duell mit dem Tod tätig. Später arbeitete Reuther auch als Produktionschef der deutschen ‘Rhombus’-Film.
Seit den 1960er Jahren trat er als Produktions- bzw. Herstellungsleiter für einige ausgesuchte Co-Produktionen in Erscheinung, darunter befanden sich sämtliche späten Inszenierungen Géza von Radványis und einige internationale Filme mit direkter oder indirekter deutscher Beteiligung wie Something for Everyone und The Pied Piper.
Nach David Hamiltons Weichzeichner-Softsexfilm Zärtliche Cousinen zog sich Reuther aus dem Filmgeschäft zurück.

## Filmografie
- 1946: Gestern – heute – morgen (Wochenschau, nur Produktionsassistent)
- 1946: Die Welt dreht sich verkehrt (Regieassistent)
- 1947: Der Prozeß (Regieassistent)
- 1949: Geheimnisvolle Tiefe (Assistent des Produktionsleiters)
- 1949: Ruf aus dem Äther (Assistent des Produktionsleiters)
- 1949: Duell mit dem Tod
- 1951: Die Minderjährigen (Asphalt)
- 1951: Der Fünfminutenvater
- 1954: An jedem Finger zehn
- 1955: Schwedenmädel
- 1956: Lumpazivagabundus
- 1956: Kitty und die große Welt
- 1957: Das Schloß in Tirol
- 1958: Scampolo
- 1958: Der veruntreute Himmel
- 1958: Laila – Liebe unter der Mitternachtssonne (Laila)
- 1959: Liebe verboten – Heiraten erlaubt
- 1959: Bezaubernde Arabella
- 1960: Wir wollen niemals auseinandergehn
- 1961: Das Riesenrad
- 1961: Es muß nicht immer Kaviar sein
- 1961: Diesmal muß es Kaviar sein
- 1962: Flying Clipper – Traumreise unter weißen Segeln (Dokumentarfilm)
- 1963: Old Shatterhand
- 1965: Onkel Toms Hütte
- 1965: Der Kongreß amüsiert sich
- 1966: Zärtliche Haie
- 1968: Winnetou und Shatterhand im Tal der Toten
- 1969: Something for Everyone
- 1970: Ein Kerl zum Pferdestehlen (Il romanzo di un ladro di cavalli)
- 1971: Der Rattenfänger von Hameln (The Pied Piper)
- 1976: Die Hinrichtung
- 1976: Die Frau am Fenster (Une femme à sa fenêtre)
- 1976: Jedem seine Hölle (A chacun son enfer)
- 1979: Girls – Die kleinen Aufreißerinnen (Girls)
- 1980: Zärtliche Cousinen (Tendres cousines)